# Bunaea alcinoe
Bunaea alcinoe, [bjuːˈniːə ælˈsɪnoʊ-iː]  é uma espécie de  mariposa africana pertencente à família Saturniidae. Ela foi descrita pela primeira vez por Caspar Stoll, em 1780.  As notáveis habilidades de camuflagem acústica da B. alcinoe inspiraram um projeto para o desenvolvimento de um protótipo de controle de ruído.

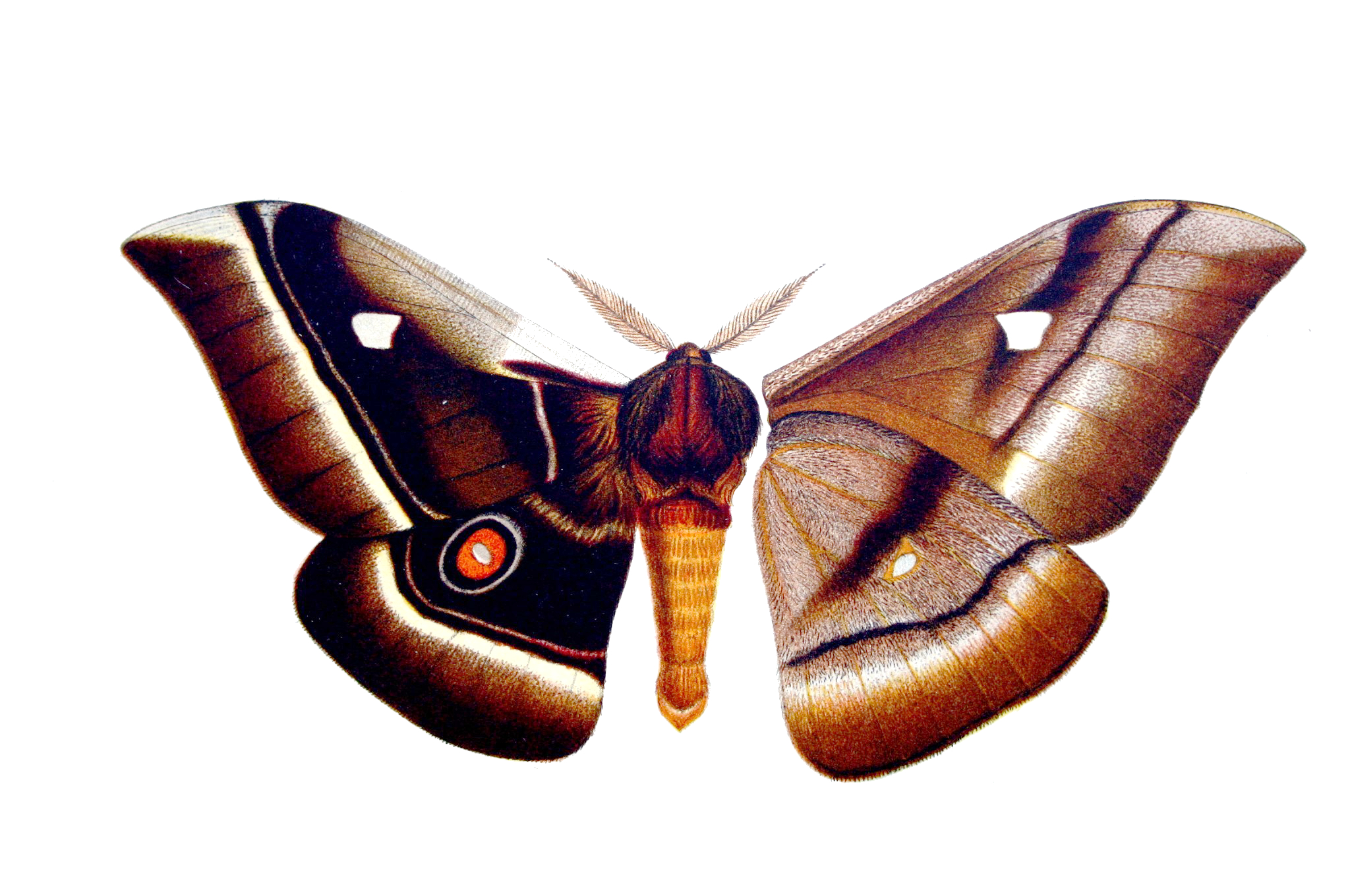
Da coleção de William Lucas Distant de 1924 Insecta Transvaaliensia

## Larva
Final instar cerca de 70 mm de comprimento e cerca de 15 mm de diâmetro. Tem cor marrom aveludada e preto; cada somito, do quarto a décimo segundo, tem oito branco/amarelo tubercular processos, dois subdorsalmente, dois lateralmente, e quatro (em duas linhas) em cada lado subspiracularmente. No 2º somito tem quatro processos pretos, subdorsalmente e dois lateralmente. No 3º somito tem 4 processos pretos, como no 2ª, e dois processos amarelo pequenos em cada lado, em linha com os processos subspiracular no outro somitos. Espiráculos vermelhos; aqueles do quarto ao 11º somitos sendo cercados por uma área vermelha de forma irregular. Cabeça e pernas concolentes com o corpo.